# 萊西 (傳說)
萊西（俄語：леший）是斯拉夫神話中的森林守護神。
萊西一般被描繪成雄性人形生物，並可以自由改變樣貌。他有時也被刻畫成有角的，並被成群的狼和熊簇擁的形象。在某些情況下，萊西被描繪為有妻小。某些傳聞中他會誤導旅行者或綁架兒童，使一些人認為他性格邪惡。但是多數的說法認為他對人類的態度取決於人類與森林的關係是否和諧。在某些童話中，萊西會像精靈一樣綁架不聽話的孩子。